# Teabagging

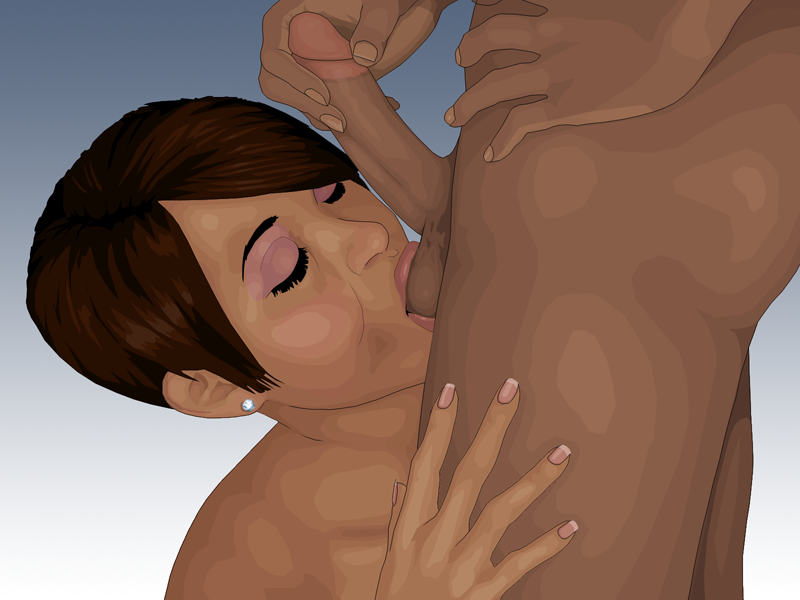
Teabagging

Teabagging je sexuální praktika s žertovným podtextem, během které jsou druhé osobě opakovaně vkládána varlata do úst či na obličej – akt tedy připomíná namáčení čajového sáčku.